# جبل بيرانو
جبل بيرانو هو ثاني أعلى جبل تونسي بعد جبل الشعانبي، حيث يبلغ ارتفاعه 1419 متر ويقع بين مدينتي تالة وفوسانة.

## مواضيع ذات صلة
- جبال تونس
- ولاية القصرين